# 26 أكتوبر
- السبت
- الأحد
- الاثنين
- الثلاثاء
- الأربعاء
- الخميس
- الجمعة

- 275 ربيع الآخر 1447  هـ
- 286 ربيع الآخر 1447  هـ
- 297 ربيع الآخر 1447  هـ
- 308 ربيع الآخر 1447  هـ
- 19 ربيع الآخر 1447  هـ
- 210 ربيع الآخر 1447  هـ
- 311 ربيع الآخر 1447  هـ
- 412 ربيع الآخر 1447  هـ
- 513 ربيع الآخر 1447  هـ
- 614 ربيع الآخر 1447  هـ
- 715 ربيع الآخر 1447  هـ
- 816 ربيع الآخر 1447  هـ
- 917 ربيع الآخر 1447  هـ
- 1018 ربيع الآخر 1447  هـ
- 1119 ربيع الآخر 1447  هـ
- 1220 ربيع الآخر 1447  هـ
- 1321 ربيع الآخر 1447  هـ
- 1422 ربيع الآخر 1447  هـ
- 1523 ربيع الآخر 1447  هـ
- 1624 ربيع الآخر 1447  هـ
- 1725 ربيع الآخر 1447  هـ
- 1826 ربيع الآخر 1447  هـ
- 1927 ربيع الآخر 1447  هـ
- 2028 ربيع الآخر 1447  هـ
- 2129 ربيع الآخر 1447  هـ
- 2230 ربيع الآخر 1447  هـ
- 231 جمادى الأولى 1447  هـ
- 242 جمادى الأولى 1447  هـ
- 253 جمادى الأولى 1447  هـ
- 264 جمادى الأولى 1447  هـ
- 275 جمادى الأولى 1447  هـ
- 286 جمادى الأولى 1447  هـ
- 297 جمادى الأولى 1447  هـ
- 308 جمادى الأولى 1447  هـ
- 319 جمادى الأولى 1447  هـ

26 أكتوبر أو 26 تشرين الأوَّل أو يوم 26 \ 10 (اليوم السادس والعشرين من الشهر العاشر) هو اليوم التاسع والتسعين بعد المئتين (299) من السنة، أو الثلاثمائة (300) في السنوات الكبيسة، وفقًا للتقويم الميلادي الغربي (الغريغوري). يبقى بعده 66 يومًا على انتهاء السنة.

## أحداث
- 1905 - استقلال النرويج عن السويد.
- 1945 - ظهور منظمة الأمم المتحدة بعد تصديق دستورها من قبل الأعضاء الخمسة الدائمين في مجلس الأمن.
- 1954 - الرئيس المصري جمال عبد الناصر يتعرض لمحاولة اغتيال أثناء إلقائه لخطاب في ميدان المنشية بالإسكندرية، وهي الحادثة المعروفة باسم حادثة المنشية.
- 1967 - محمد رضا بهلوي يتوج نفسه إمبراطورًا على إيران.
- 1973 - زامبيا وغامبيا يقطعان علاقاتهما الدبلوماسية مع إسرائيل.
- 1978 - التوقيع في بغداد على ما سمّي ميثاق العمل القومي المشترك بين العراق وسوريا، جاء ذلك خلال زيارة الرئيس السوري حافظ الأسد للعراق واجتماعه بنظيره أحمد حسن البكر.
- 1979 - رئيس المخابرات الكوري الجنوبي «كم جاي غيو» يطلق الرصاص على الرئيس «باك تشونغ هي» ويرديه قتيلًا.
- 1994 - توقيع معاهدة السلام الأردنية الإسرائيلية المعروفة باسم «اتفاقية وادي عربة».
- 1995 - اغتيال الدكتور فتحي الشقاقي في مالطا أثناء عودته من ليبيا من قِبل الموساد الإسرائيلي.
- 2002 - انتهاء أزمة احتجاز 800 رهينة روسي داخل أحد مسارح موسكو من قبل المتمردين الشيشان وذلك بعد اقتحام القوات الخاصة الروسية للمسرح مستخدمة الغازات المخدرة مما أدى إلى مصرع 50 شيشاني و150 مدني.
- 2003 -اندلاع حريق سيدار [الإنجليزية]، ثاني أكبر حريق في تاريخ كاليفورنيا، مما تسبب بقتل 15 شخص وتدمير 2200 منزل وحرق 250,000 فدان ( 1,000 كم2).
- 2009 - الإعلان عن فوز الرئيس التونسي زين العابدين بن علي في الانتخابات الرئاسية لفترة رئاسية خامسة بعد حصوله على 89.62% من الأصوات.
- 2014 - إجراء الانتخابات التشريعية التونسية الأولى بعد الدستور الجديد والثانية بعد الثورة لانتخاب مجلس نواب الشعب.
- 2015 - زلزال عنيف مركزه شرق أفغانستان وتتأثر به باكستان والهند مقداره 7.5 درجة على مقياس رختر.
- 2017 - منظمة حظر الأسلحة الكيميائية تُصدر تقريرها النهائي بخُصوص الهجوم الكيميائي على خان شيخون الذي وقع يوم 4 نيسان (أبريل) 2017، وتُحمِّل الدولة السورية رسميًّا المسؤوليَّة.
- 2022 - مقتل 15 شخصًا وإصابة 40 آخرين في هجوم مسلح على مسجد شاه جراغ في شيراز بإيران، وتنظيم داعش يُعلن مسؤوليّته عن الحادث.

## مواليد
- 1685 - دومينيكو سكارلاتي، موسيقي إيطالي.
- 1800 - هيلموت فون مولتكه، عسكري بروسي.
- 1900 - إبراهيم عبود، رئيس السودان.
- 1911 - ماهاليا جاكسون، مغنية أمريكية.
- 1912 - متري نعمان، شاعر وكاتب مسرحي لبناني.
- 1916 - فرنسوا ميتيران، رئيس فرنسا.
- 1919 - محمد رضا بهلوي، شاه إيران.
- 1942 - محمد خان، مخرج مصري.
- 1947 - هيلاري كلينتون، وزيرة الخارجية الأمريكية والسيدة الأولى السابقة في الولايات المتحدة وزوجة الرئيس الأمريكي الثاني والأربعون بيل كلينتون.
- 1952 - عباس الموسوي، رجل دين شيعي وثاني أمين عام لحزب الله اللبناني.
- 1959 - إيفو مورالس، رئيس بوليفيا.
- 1963 - وائل الإبراشي، صحفي و إعلامي مصري.
- 1964 - هاني رمزي، ممثل مصري.
- 1972 - حنان فوزي المسعودي، روائية وشاعرة عراقية.
- 1977 -
  - شيماء سبت، ممثلة بحرينية.
  - عمر الشيخ، مخرج مصري.
  - لجين عمران، إعلامية سعودية.
- 1978 - إيفا كايلي، سياسية يونانية.
- 1980 - كريستيان تشيفو، لاعب كرة قدم روماني.
- 1981 - صقر خضير، لاعب كرة قدم كويتي.
- 1983 - دميتري سيتشيف، لاعب كرة قدم روسي.
- 1984 -
  - أدريانو كوريا، لاعب كرة قدم برازيلي.
  - جيفرسون فارفان، لاعب كرة قدم بيروفي.
- 1985 - أسين، ممثلة هندية.
- 1987 - زيزي عادل، مغنية مصرية.
- 1988 - أمينة خليل، ممثلة مصرية.

## وفيات
- 899 - ألفريد العظيم، ملك ويسكس.
- 1235 - الملك أندرو الثاني، ملك المجر.
- 1580 - الملكة آنا، زوجة فيليب الثاني ملك إسبانيا.
- 1890 - كارلو كولودي، كاتب إيطالي.
- 1909 - إيتو هيروبومي، رئيس وزراء اليابان.
- 1916 - جواد الحلي، شاعر عراقي.
- 1952 - هاتي ماكدانيال، ممثلة أمريكية.
- 1957 -
  - جرتي كوري، عالمة كيمياء حيوية أمريكية حاصلة على جائزة نوبل في الطب عام 1947.
  - نيكوس كازانتزاكيس، كاتب يوناني.
- 1958 - جميل المدفعي، عسكري وسياسي عراقي.
- 1979 - بارك تشونغ هي ، الرئيس السابق لـ كوريا الجنوبية منذ 1962 حتى 1979.
- 1989 - تشارلز بيدرسن، عالم كيمياء أمريكي حاصل على جائزة نوبل في الكيمياء عام 1987.
- 1995 - فتحي الشقاقي، مؤسس حركة الجهاد الإسلامي في فلسطين.
- 2002 - صالح ديلاليتش، لاعب كرة قدم بوسني.
- 2005 - جورج سويندن، لاعب ومدرب كرة قدم إنجليزي.
- 2007 - آرثر كورنبرغ، عالم كيمياء حيوية أمريكي حاصل على جائزة نوبل في الطب عام 1959.
- 2012 - منصف الورغي، مقاتلٌ تونسي.
- 2015 - ليو كادانوف، فيزيائي وأكاديمي أمريكي.
- 2017 - علي أشرف درويشيان، روائي وكاتب قصة قصيرة إيراني.
- 2019 - أبو بكر البغدادي، زعيم تنظيم داعش.
- 2020 -
  - عزة الدوري، نائب رئيس جمهورية العراق والرجل البعثي الثاني إبان حكم صدام حسين.
  - خيري أبو الجبين، سياسي فلسطيني.
- 2021 -
  - أديب الجرف، طيار حربي سوري.
  - نواف مصالحة، سياسي إسرائيلي من عرب الداخل.
  - روو تاي وو، رئيس كوريا الجنوبية.
- 2024 - شريفة ماهر، ممثلة ومغنية مصرية.

## أعياد ومناسبات
- اليوم الوطني في النمسا.

## وصلات خارجية
- BBC: حدث في مثل هذا اليوم.
- النيويورك تايمز: حدث في مثل هذا اليوم.